# همخوان (موسیقی)
هَم‌خوان یا خوانندهٔ پشتیبان یا خوانندهٔ پس‌زمینه (به انگلیسی: background vocalist)؛ خواننده‌ای است که هماهنگ با خوانندهٔ اصلی و دیگر همخوانان یا به تنهایی آهنگ را با صدایی آهسته می‌خواند یا زمزمه می‌کند. در بسیاری از گروه‌های موسیقی، نوازنده‌ها همراه با نواختن ساز خود به همخوانی با خواننده می‌پردازند. در موسیقی رپ به همخوان هایمپمن می‌گویند.